# IC 2867
IC 2867 ist eine Balken-Spiralgalaxie vom Hubble-Typ SBd? im Sternbild Löwe an der Ekliptik. Sie ist schätzungsweise 277 Millionen Lichtjahre von der Milchstraße entfernt und hat einen Durchmesser von etwa 30.000 Lichtjahren.
Im selben Himmelsareal befinden sich u. a. die Galaxien IC 696, IC 698, IC 699, IC 2857.
Das Objekt wurde am 27. März 1906 vom deutschen Astronomen Max Wolf entdeckt.